# Eupithecia lineosa
Eupithecia lineosa là một loài bướm đêm trong họ Geometridae.